# Volta a Suïssa 1964
La Volta a Suïssa 1964 fou la 28a edició de la Volta a Suïssa. Aquesta edició es disputà de l'11 al 17 de juny de 1964, amb un recorregut de 1.264 km distribuïts en 7 etapes. La sortida fou a Murten, mentre l'arribada fou a Lausana.
El vencedor final fou el suís Rolf Maurer, que s'imposà amb gairebé dos minuts sobre l'italià Franco Balmamion i més de quatre sobre el també italià Italo Zilioli. Maurer també s'imposà en la classificació dels punts i de la muntanya, mentre la classificació per equips fou pel Cynar.

## Etapes
| Etapa | Data       | Recorregut               | Km  | Vencedor d'etapa              | Líder de la general    |
| ----- | ---------- | ------------------------ | --- | ----------------------------- | ---------------------- |
| 1a    | 11 de juny | Murten - Küssnacht       | 195 | Lionel Van Damme (BEL)        | Lionel Van Damme (BEL) |
| 2a    | 12 de juny | Küssnacht - Delémont     | 191 | Rolf Maurer (SUI)             | Rolf Maurer (SUI)      |
| 3a    | 13 de juny | Delémont - Basilea (CRI) | 71  | Rolf Maurer (SUI)             | Rolf Maurer (SUI)      |
| 4a    | 14 de juny | Basilea - Pfäffikon      | 154 | Werner Weber (SUI)            | Rolf Maurer (SUI)      |
| 5a    | 15 de juny | Pfäffikon - Glarus       | 158 | José Martín Colmenarejo (ESP) | Rolf Maurer (SUI)      |
| 6a    | 16 de juny | Näfels - Locarno         | 237 | Werner Weber (SUI)            | Rolf Maurer (SUI)      |
| 7a    | 17 de juny | Pallanza (ITA) - Lausana | 258 | Robert Hagmann (SUI)          | Rolf Maurer (SUI)      |

## Classificació final
|    | Ciclista                      | Equip    | Temps       |
| -- | ----------------------------- | -------- | ----------- |
| 1  | Rolf Maurer (SUI)             | Cynar    | 34 h30' 25" |
| 2  | Franco Balmamion (ITA)        | Cynar    | + 1' 58"    |
| 3  | Italo Zilioli (ITA)           | Carpano  | + 4' 01"    |
| 4  | Werner Weber (SUI)            | Cynar    | + 7' 40"    |
| 5  | José Martín Colmenarejo (ESP) | Inuri    | + 10' 07"   |
| 6  | Antonio Gómez del Moral (ESP) | Ignis    | + 12' 36"   |
| 7  | René Binggeli (SUI)           | Tigra    | + 13' 19"   |
| 8  | Germano Barale (ITA)          | Carpano  | + 13' 32"   |
| 9  | Robert Hagmann (SUI)          | Tigra    | + 15' 07"   |
| 10 | Huub Zilverberg (NED)         | Flandria | + 17' 09"   |